# Мозамбик на Светском првенству у атлетици на отвореном 1983.
Мозамбикје учествовао на 1. Светском првенству на отвореном 1983. одржаном у Хелсинкију, Финска, од 7. до 14. августа.
На првенству у Хелсинкију Мозамбик је предсзављао један атлетичар који се такмичио у једној дисциплини.
Представник Мозамбика није освојио ниједну медаљу, а  Iyiechia Petrus поставила је национални рекорд на 400 метара.

## Учесници
Мушкарци:
- Висент Данијел Ибрахим — 100 м [1]

## Резултати

### Мушкарци
| Атлетичар              | Дисциплина | Лични рекорд | Квалификације   | Квалификације | Четвртфиналее        | Четвртфиналее        | Полуфинале           | Полуфинале           | Финале        | Детаљи |
| Атлетичар              | Дисциплина | Лични рекорд | Резултат        | Место         | Резултат             | Место                | Резултат             | Место                | Финале        | Детаљи |
| ---------------------- | ---------- | ------------ | --------------- | ------------- | -------------------- | -------------------- | -------------------- | -------------------- | ------------- | ------ |
| Висент Данијел Ибрахим | 100 м      |              | 11,20 (+1,2) ЛР | 7. у гр 3     | није се квалификовао | није се квалификовао | није се квалификовао | није се квалификовао | 60. / 65 (67) |        |